# 特魯普斯堡 (紐約州)
特魯普斯堡（英語：Troupsburgh）是一個位於美國紐約州斯托本縣的鎮。

## 人口
根據2020年美國人口普查的數據，特魯普斯堡的面積為158.68平方千米，當中陸地面積為158.61平方千米，而水域面積為0.07平方千米。當地共有人口1016人，而人口密度為每平方千米6人。